# František Sohan
František Sohan (* 15. června 1940) je bývalý slovenský fotbalový útočník.

## Hráčská kariéra
V československé lize hrál za Spartak Leninovy závody Plzeň a Lokomotívu Košice, vstřelil 1 prvoligovou branku.

### Prvoligová bilance
| Ročník          | Zápasy | Góly | Minuty | Klub              |
| --------------- | ------ | ---- | ------ | ----------------- |
| I. liga 1961/62 | 10     | 1    | 830    | Spartak LZ Plzeň  |
| I. liga 1965/66 | 1      | 0    | 90     | Lokomotíva Košice |
| CELKEM I. LIGA  | 11     | 1    | 920    |                   |